# Göppel Bus

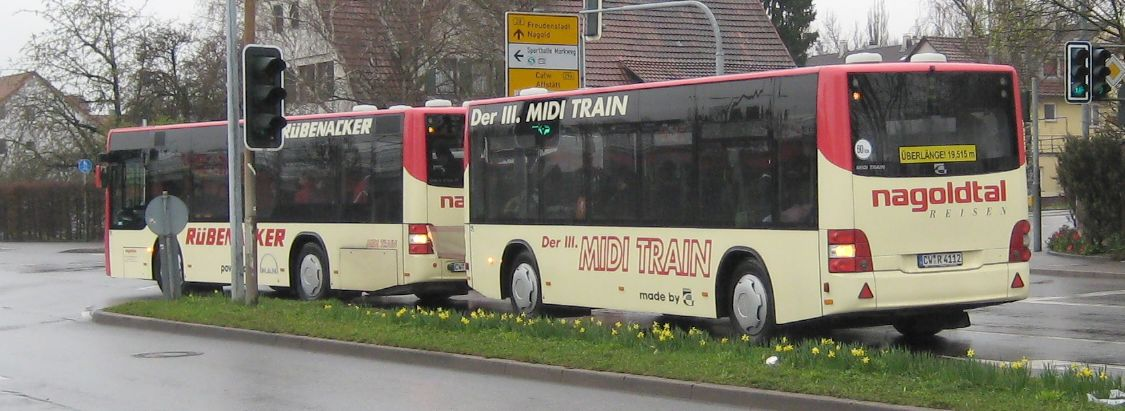
Göppel Midi-Train

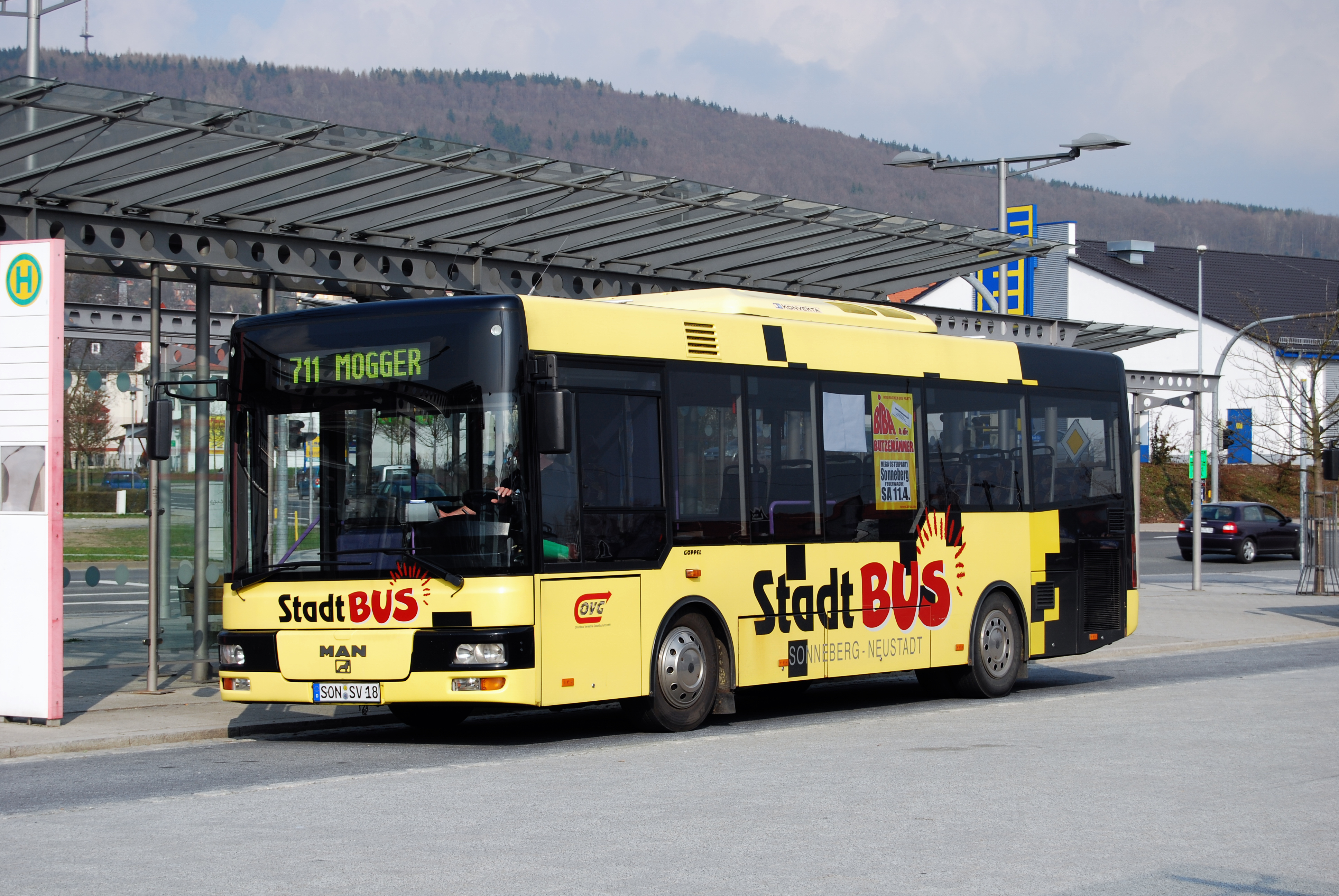
Ein MAN/Göppel Midibus

Die Göppel Bus GmbH war ein deutsches Unternehmen mit Sitz in Nobitz-Ehrenhain, das Stadtbusse sowie Personenanhänger herstellte und vertrieb. Das Unternehmen zählte 145 Beschäftigte und erzielte 2010 einen Umsatz von 15,5 Millionen Euro.

## Geschichte
1923 gründete der Wagnermeister Markus Göppel in Augsburg ein Karosseriebauunternehmen, aus dem die spätere Markus Göppel GmbH & Co. KG hervorging. Bereits 1925 wurde mit der Herstellung von Omnibusaufbauten begonnen; seit 1935 wurden Ganzstahlkarosserien auf Nutzfahrzeug-Fahrgestellen von MAN und anderen angeboten. Ab den 1960er Jahren war die Fertigung von Nachläufern (d. h. Hinterwagen) für Gelenkbusse das wichtigste Standbein von Göppel. Als sich ab Anfang der 1980er Jahre in Deutschland zunehmend der Schubgelenkbus etablierte, entfiel dieses Geschäftsfeld, und man füllte die entstehende Lücke durch die zunehmende Produktion von Midibussen auf MAN-Fahrwerken.
1987 wurde der „Göppel Helicon“ auf dem dreiachsigen MAN-22.330-Fahrgestell vorgestellt. Die im Programm der MAN fehlende Baureihen Reisedoppeldecker und Hochdecker-Reisebus mit Unterflurfahrerplatz wurden als Helicon 400 respektive 380 angeboten. In den 1990er Jahren hielt die Niederflurtechnik Einzug. Daneben fertigte Göppel zeitweise eine 13,7-m-Version des MAN-Niederflurbusses.  2003 übernahm Göppel eine Mehrheit von 51 % am bisherigen Neoplan-Werk in Ehrenhain in Thüringen. Die Herstellung von Midibussen der Marken MAN und Neoplan wurde fortan dort konzentriert. Durch Übernahme der restlichen Anteile im Jahr 2006 entstand die Göppel Bus GmbH, die ihren Sitz in Nobitz-Ehrenhain hatte.
Kerngeschäft war die Herstellung von Stadtlinienbussen. Im Juni 2010 hat Göppel eine eigene Stadtbusfamilie unter dem Namen go4city auf den Markt gebracht. Göppel entwickelte die Fahrzeuge in Augsburg und fertigte sie im Werk in Thüringen. Unter dem Namen Göppel Train bot das Unternehmen Buszüge für den ÖPNV an. Hierbei handelt es sich um niederflurige Stadtbusse mit Personenanhänger in zwei Designvarianten. Durch An- und Abkuppeln des Anhängers lassen sich die Beförderungskapazitäten dem Bedarf anpassen, was in Nebenzeiten Kraftstoff spart. Zudem baute das Unternehmen viele Jahre als Partner der MAN Niederflur-Midibusse (2,38 m breit) auf MAN-Fahrwerke auf. Es wurden verschiedene Typen mit Längen zwischen 8,6 und 11,2 Metern angeboten.
2012 wurde der AutoTram Extra Grand vorgestellt. Das dreigliedrige Fahrzeug ist mit einer Länge von über 30 Metern der derzeit längste Bus der Welt. 2013 ging das Unternehmen in die Insolvenz und wurde daraufhin von den russischen Kirowwerken aus Sankt Petersburg übernommen. Im Oktober 2014 musste das Unternehmen erneut Insolvenz anmelden. Ein neuer Investor wurde jedoch nicht gefunden.